# تکستیل‌بانک
تکستیل‌بانک (به ترکی استانبولی: Tekstilbank) شرکت خدمات مالی و بانکداری ترکیه‌ای است، که در زمینه ارائه خدمات بانکداری خرد، بانکداری شرکتی، بانکداری سرمایه‌گذاری و مدیریت سرمایه‌گذاری فعالیت می‌کند.
تکستیل‌بانک در سال ۱۹۸۶ تأسیس شد و در حال حاضر مالک شبکه‌ای از ۴۴ شعبه در ترکیه می‌باشد. شعبه مرکزی این بانک در شهر استانبول قرار دارد و بخشی از سهام آن در بازار بورس استانبول معامله می‌شود.